# Созонт (мученик)
Святий Созонт († 304) — християнський святий та мученик IV століття, був спалений живцем після жорстоких мук.

## Життєпис
Святий Созонт жив у Малій Азії і був пастухом. Одного дня уві сні явився йому Ісус Христос і наказав піти з Ним на смерть. Прокинувшись, Созонт поспішив до Помпейополя. За Божим натхненням він увійшов до поганської святині, розбив золотого божка на дрібні шматки і золото роздав бідним. Коли погани побачили розбитого ідола, відразу ув'язнили декількох християн. Довідавшись, що невинні люди терплять за його вчинок, Созонт пішов до судді і заявив, що це він розбив божка. Суддя обіцяв відпустити його на волю, якщо поклониться розбитому божкові, але Созонт тільки засміявся з такої пропозиції. Після жорстоких мук староста наказав спалити Созонта живцем 304 року.
- Пам'ять — 7 вересня[1].

## Джерело
- Рубрика Покуття. Календар і життя святих. (дозвіл отримано 9.01.2008)

1. ↑  Memory of Saint Sozon the Martyr. Orthodox Times (амер.). Процитовано 21 листопада 2024.